# Senticolis triaspis
Senticolis triaspis – gatunek węża z rodziny połozowatych (Colubridae), jedyny przedstawiciel monotypowego rodzaju Senticolis. Występuje na skrajnym południu USA (południe stanu Arizona i południowo-zachodnia część stanu Nowy Meksyk), w Meksyku i Ameryce Centralnej (na wschód po Kostarykę). 